# Dolomiți
Dolomiții (în italiană Dolomiti, în ladină Dolomites) sunt un lanț muntos situat la sud de Alpii Calcaroși, ei aparținând de Alpii Calcaroși din Sud. Dolomiții se întind pe teritoriul regiunilor din Tirolul de Sud, Trient, (Trentino-Alto Adige) și Veneției (Veneto), căt și provinciile Belluno și Trentin în Italia de Nord. De la data de 26 iunie 2009 sunt declarați patrimoniu mondial al UNESCO.

## Economie

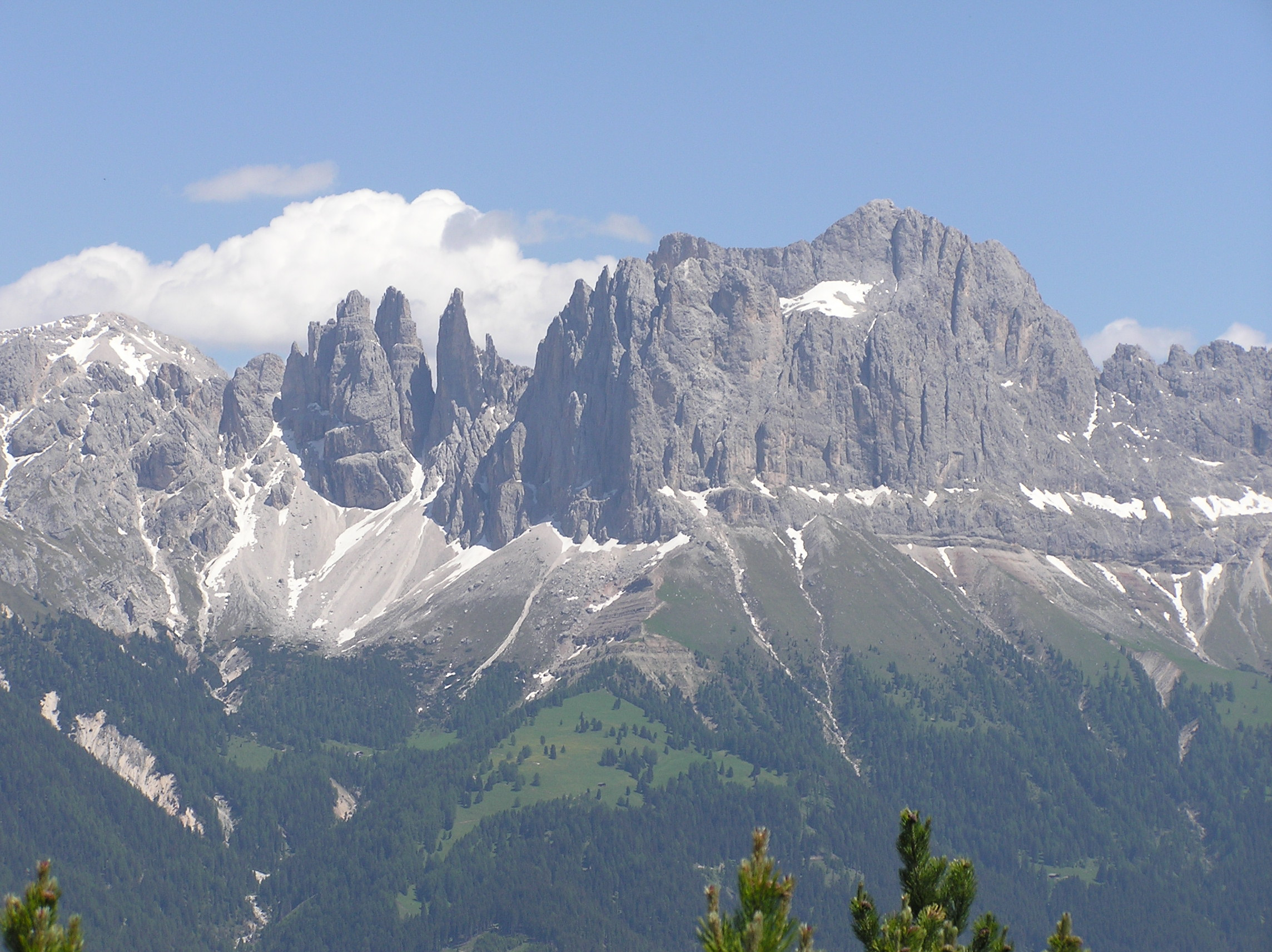
Masivul Catinaccio, văzut din Tschafon

Ramura economică cea mai importantă a regiunii este turismul și cioplitul lemnului cu producerea obiectelor de artizanat.Traseele turistice cu locuri mai renumite:

Cortina d'Ampezzo, St. Ulrich, Seiseralm, Arabba, Wolkenstein, Kurfar in Gadertal, San Martino di Castrozza in Primörtal și Canazei in Fassatal.
După turism urmează creșterea animalelor pe pășunile alpine.

## Istoric

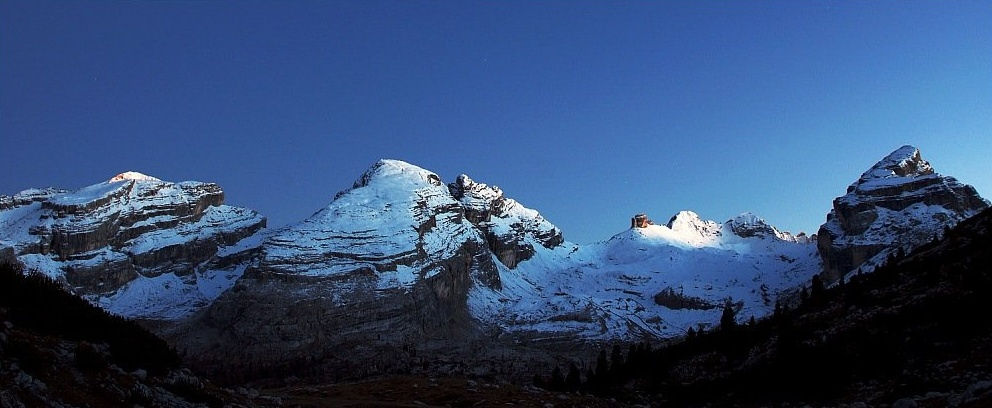
Dolomiții Fanes - izvor al multor legende ladinice, cum ar fi cea a Regatului din Fanes

In Dolomiți s-a vorbit limba latină, mai târziu prin separarea Tirolului și anexarea de catre Trentino în timpul Sfântului Imperiu Roman locuitorii autohtoni bauwarici au fost în perioada evului mediu, în partea de nord germanizați , pe când din sud crește treptat influența italiană care durează și azi.
Pe teritoriul Dolomiților au avut loc în Evul Mediu numeroase ciocniri militare, prin anii 1806 a avut loc atacul francez sub conducerea lui Napoleon Bonaparte, contra Austriei, iar până în 1918 și aici se resimt conflictele din primul război mondial. Dolomiții constituie granița dintre Austria și Italia. In 1915 Italia intră în primul război mondial de partea Aliaților (Antanta), iar linia de graniță trasată de-a lungul Dolomiților devine front de război; astfel armata italiană reușeste sa ocupe Cortina d'Ampezzo și o parte din Brechstein, frontul stabilizându-se la Passo San Pellegrino peste masivul Marmolata, Col di Lana, Lagazuoi (vezi Lago di Lagazuoi), Tofani, Hohe Gaisl, Schluderbach, Monte Piana, Drei Zinnen și Paternkofel. Chiar și azi se pot vedea urmele războiului, mai ales lânga Col di Lana care s-a prăbușit din cauza exploziilor.

## Geografie
Limitele Munților Dolomiți sunt controversate. După datele mai recente Dolomiții sunt delimitați în nord de Valea Pustertal, în est prin Sexten, șaua Kreuzberg (Kreuzbergsattel) și Piave, în sud din nou de Piave, linia Feltre-Genebe/Enego și die Val Sugana, și în vest sunt delimitați prin văile Etsch și Eisack.
In prezent sunt considerați văile și munții situați la est de Piave și anume : Val Montanaia, Cima dei Preti, Monte Duranno sau Col Nudo, ce aparțin azi de Dolomiți.

## Masivul

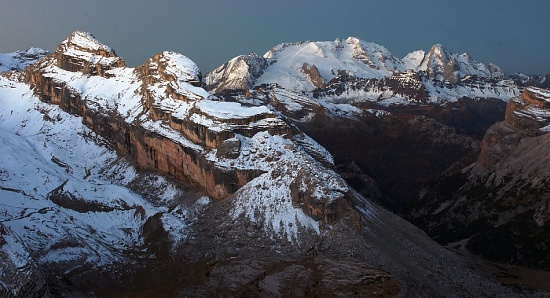
Vârfurile Ciampstrin și Marmolata, văzute din Col Becchei (vf. Parei) în Fanes

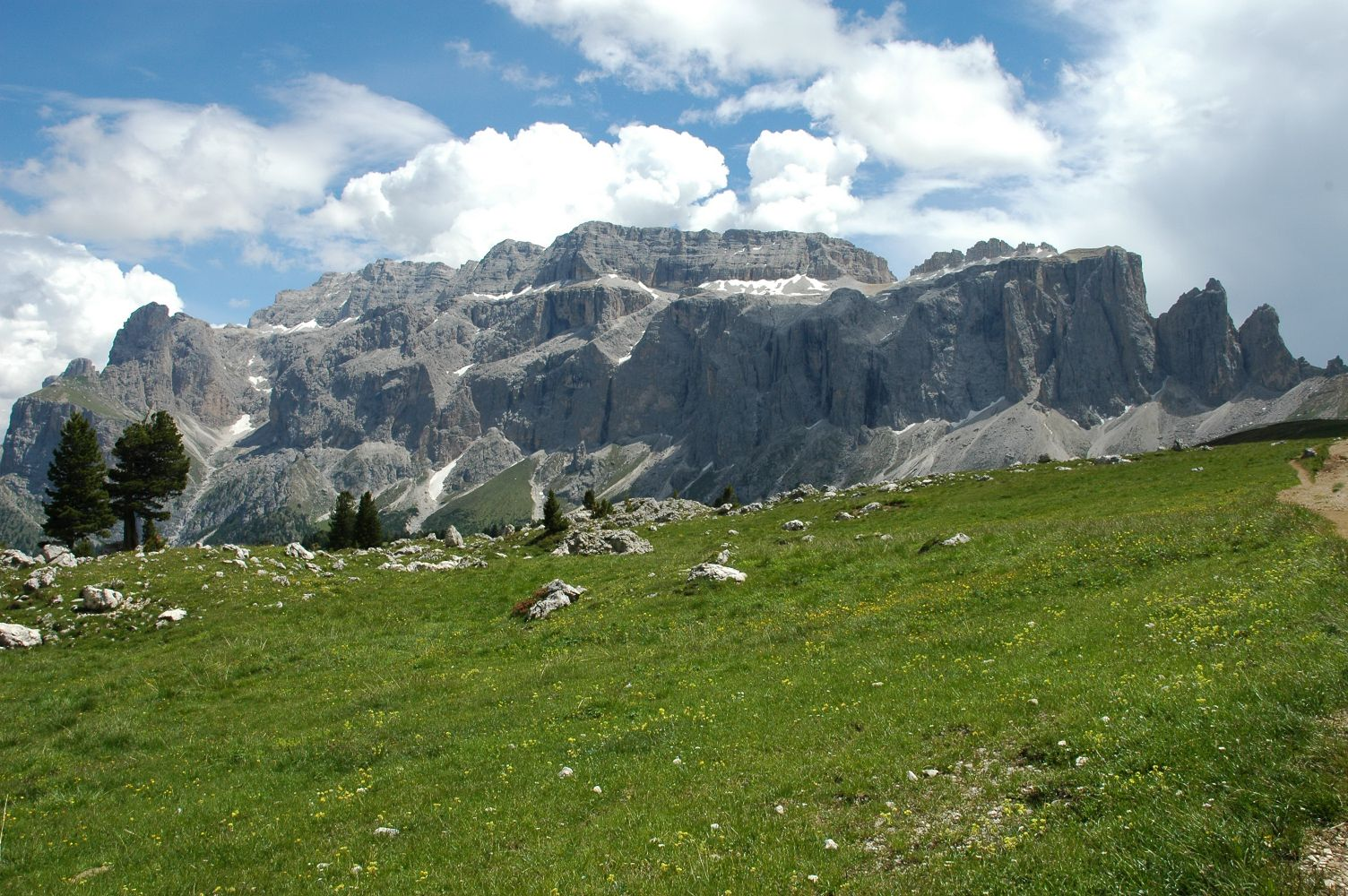
Sellastock

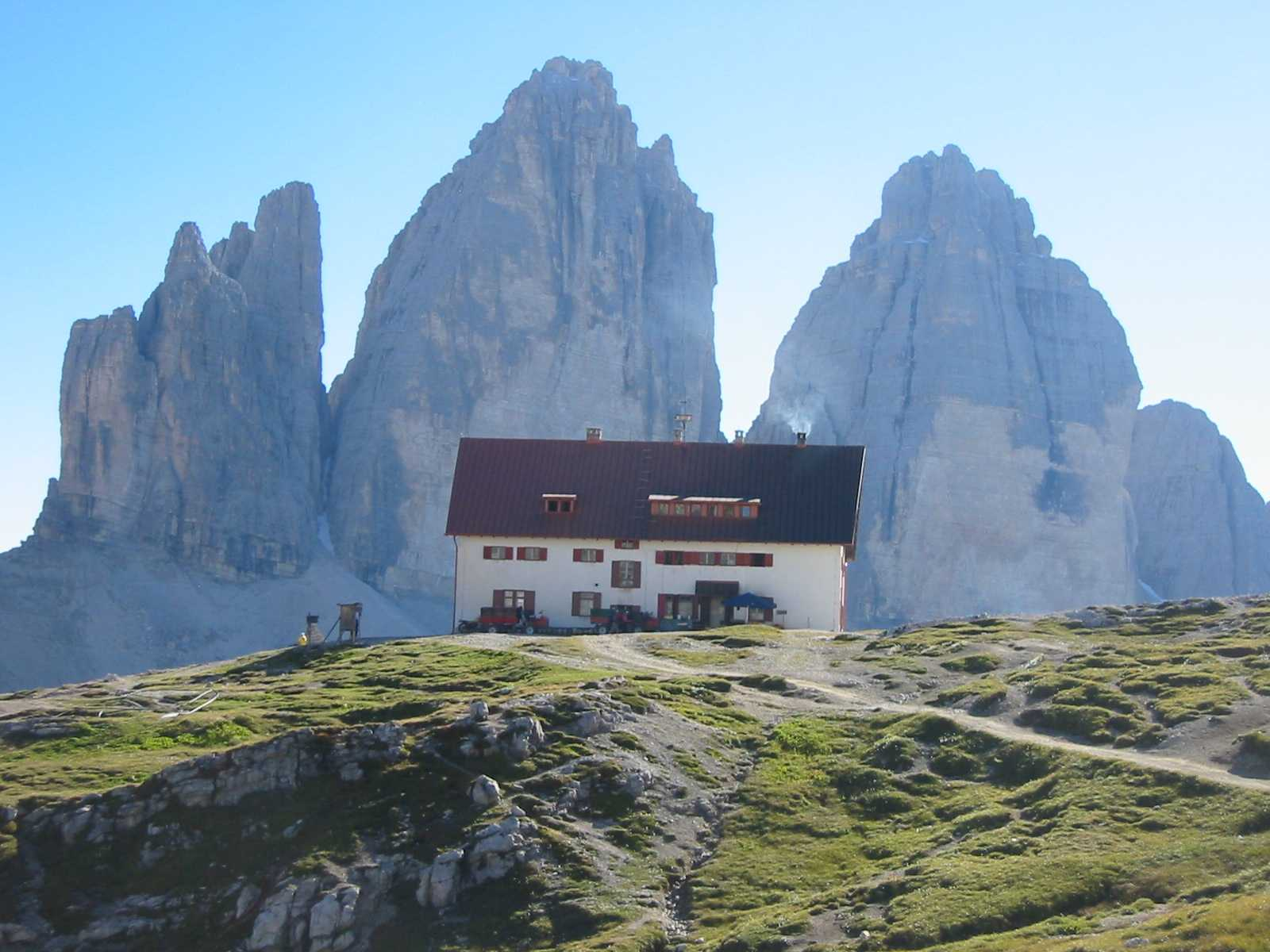
Cele Trei Vârfuri dinspre nord, în prim-plan cabana celor Trei Vârfuri (Refugio Locatelli)

Masivele cele mai importante Din Dolomiți sunt:
| - Sella - Marmolata - Tofana - Stânca Vrăjitoarelor - Langkofel - Geislerspitzen - Puezgruppe - Fanes - Schlernmassiv | - Rosengarten - Latemargruppe - Pala - Civetta - Pelmo - Marmarole - Cadini-Gruppe - Cristallo | - Sorapiss - Antelao - Lagorai - Bosconero - Vette Feltrine - Schiara - Pragser Dolomiten - Sextener Dolomiten | Unii consideră că aparțin Dolomiților: - Friauler Dolomiten bzw. Südliche Karnische Alpen - Brenta - Lienzer Dolomiten - Unterengadiner Dolomiten |

Văile mai importante:
- Grödnertal
- Gadertal
- Villnößtal
- Fassatal
- Fleimstal
- Eggental
- Primörtal
- Val di Zoldo
- Val Boite
- Valbelluna
- Valle Agordina

## Hărți
- Cartografiere oficială italiană (Istituto Geografico Militare - IGM); on-line version: PCN MinAmbiente .it

Format:National parks of Italy
Format:World Heritage Sites in Italy